# Склименцы
Склименцы (укр. Склименці) — село в Корсунь-Шевченковском районе Черкасской области Украины.
Население по переписи 2001 года составляло 223 человека. Занимает площадь 106,3 км². Почтовый индекс — 19450. Телефонный код — 4735.

## Известные уроженцы
- Шабатин, Поликарп Ефимович (1919—2004) — украинский советский поэт-баснописец, прозаик, публицист, переводчик. Член Союза писателей Украины.

## Местный совет
19450, Черкасская обл., Корсунь-Шевченковский р-н, с. Заречье